# 新罗殊异传
《新罗殊异传》是朝鲜半岛统一新罗时期的一部民间神异故事集，是统一新罗时期传奇文学的代表作。《新罗殊异传》以朝鲜民间口头传说为基础，最初由新罗文人加工编写而成，后经新罗和高丽多人多代屡次修改，在高丽中期定型。《新罗殊异传》在朝鲜王朝初期还传于世，但后来失传，目前只存一些古籍转录或摘录的残篇。:225-227
现存的《新罗殊异传》故事共有12篇。《三国遗事》中转录了《脱解王》、《延乌郎细乌女》、《善德王》、《金现感虎》、《阿道传》、《圆光法师传》6篇。《宝开祈祷》、《崔致远传》见于《太平通载》。《大东韵府群玉》节录有《首插石楠》、《心火烧塔》、《老翁化狗》、《竹筒美女》。此外，《海东高僧传》、《笔苑杂记》、《三国史节要》等也可见部分故事。这12篇故事中，《金现感虎》、《崔致远》和《宝开祈祷》是统一新罗时期的故事，其它均为三国时期的新罗故事。:229:48-52

## 名称与版本
现存朝鲜古籍中有10部典籍在13处提到该书，其中有6部典籍对其原文进行了转录或节录。该书在不同典籍中以《殊异传》、《古本殊异传》、《新罗异传》、《朴寅亮殊异传》、《新罗殊异传》等不同的名字出现。高丽国师一然在其《三国遗事》中说：“东京安逸户长贞孝家，在古本《殊异传》，载《圆光法师传》曰：… …”这说明在一然所处的高丽时期，这部书有古本和今本的不同版本。《三国遗事》在转录完古本《殊异传》后说：“后人改作《新罗异传》，滥记鹊塔璃目之事于圆光传中。”这是第一次在《殊异传》之前加上“新罗”字样。由于书中内容都是有关新罗的，在新罗成书的《殊异传》没有必要在书名中加“新罗”字样。这两个字是高丽时期后人改编时加上去的。高丽僧人觉训在其《海东高僧传》（1215年）中说：“若按朴寅亮《殊异传》… …”可见朴寅亮也曾编纂过《殊异传》。此后，李承休的《帝王韵记》（1287年）、徐居正的《三国史节要》（1476年）都称之为《殊异传》。从徐居正的《笔苑杂记》（1487年）开始，此后的文献就都开始使用《新罗殊异传》的名称。:226-227